# Гусач, Степан Терентьевич
Степан Терентьевич Гусач (укр. Степан Терентійович Гусач; 12 февраля 1906, Власовка — 5 декабря 1986, Власовка) — колхозник, звеньевой колхоза имени Калинина Градижского района Полтавской области, Украинская ССР. Герой Социалистического Труда (1958).

## Биография
Родился 12 февраля 1906 года в крестьянской семье в селе Власовка Полтавской губернии. В 1918 году получил начальное образование в школе родного села. С 10-летнего возраста работал батраком. Одним из первых вступил в сельхозартель (позднее — колхоз имени Калинина Градижского района), которая была организована в его родном селе. В 1926 году был призван в Красную Армию. После армии устроился в 1929 году на работу в колхоз «Новый быт» Градижского района. С 1944 года участвовал в Великой Отечественной войне артиллеристом в составе 72-го артиллерийского полка 11-й стрелковой дивизии 3-го Прибалтийского фронта. В 1946 году демобилизовался.
Работал в колхозе имени Калинина Градидского района. Возглавлял звено по выращиванию кукурузы. С начала 50-х годов XX столетия звено ежегодно перевыполняло план по урожаю кукурузы и занимало передовые места среди кукурузоводов Полтавской области. В 1950 году звено собрало в среднем по 112 центнеров кукурузы с каждого гектара с участка площадью 15 гектаров, в 1951 году — по 104 центнера, в 1955 году — по 92,8 центнера и в 1957 году — по 94 центнера с каждого гектара. В 1958 году был удостоен звания Героя Социалистического Труда «за особые заслуги в развитии сельского хозяйства и достижение высоких показателей по производству зерна, сахарной свеклы, мяса, молока и других продуктов сельского хозяйства и внедрение в производство достижений науки и передового опыта».
С 1954 года регулярно участвовал во Всесоюзной выставке ВДНХ. В 1955 году вступил в КПСС. Избирался делегатом XXсъезда КПСС, XXI съезда КПУ и депутатом Полтавского областного совета от Жовнинского избирательного округа № 46. .
Позднее трудился звеньевым в колхозе «Маяк» Кременчугского района. В 1966 году звено Степана Гусача вырастило в среднем 54,1 центнера кукурузы с каждого гектара на участке площадью 88 гектаров. За этот выдающиеся трудовые достижения был награждён вторым Орденом Ленина.
В 1970 году вышел на пенсию. Проживал в посёлке Власовка Кировоградской области. Умер в декабре 1986 года. Похоронен во Власовке.

## Награды
- Герой Социалистического Труда — указом Президиума Верховного Совета СССР от 26 февраля 1958 года
- Орден Ленина — дважды (1958, 1966)
- Орден «Знак Почёта» (1971)
- Орден Отечественной войны 2 степени (11.03.1985)
- Медаль «За боевые заслуги» (19.09.1944)
- Две золотые и три бронзовые медали ВДНХ.